# Cemfjord
Cemfjord (tidligere Margaretha) er et cementfragtskib med IMO-nummer 8403569, som sank fredag den 2. januar 2015 lidt efter kl. 14 dansk tid i farvandet mellem Skotland og Orkneyøerne med 8 ombordværende, 7 polakker og 1 filippiner, som menes omkommet.
Skibet var på vej fra Aalborg Portland til Runcorn ved Mersey-floden i Cheshire nær Liverpool og var ejet af rederiet Brise Schiffahrt fra Hamborg, men indregistreret i Cypern. Forliset skete i hårdt vejr i Pentland Firth og dagen efter blev stævnen af det forsvundne skib observeret oven vande fra NorthLink-færgen MV Hrossey 10 sømil øst for Pentland Skerries, langt øst for skibets sidst kendte position. Eftersøgningsaktionen blev indstillet den 4. januar 2015. Den 5. januar blev vraget af Cemfjord fundet af fyrskibet Pharos ved hjælp af sonar-udstyr på havbunden i den østlige del af Pentland Firth nær den ubeboede ø Stroma.

## Margaretha bygget 1984
Tørlastskibet Margaretha blev bygget 1984 på Detlef Hegemann Rolandwerft ved Weser-floden nær Bremen, som byggenummer 126, med længde 83,18 m, bredde 11,46 m og lasteevne 1.850 bruttoregisterton og 2.327 dødvægt. I 1998 blev skibet i Świnoujście ombygget til transport af cement og fik påmonteret udstyr, så det kunne læsse og losse. Skibet Margaretha var ejet af det tyske rederi Thekla Schepers, indtil det 2004 blev købt af Brise Schiffart og omdømt Cemfjord.

## Tilbageholdt i Runcorn i december 2013
I december 2013 undergik Cemfjord en skibsinspektion i Runcorn, hvor der blev registreret 11 fejl, deraf 2 så alvorlige, at de førte til 3 dages tilbageholdelse af skibet:

- redningsflådeudstyret i uorden
- International Safety Management Code ikke opfyldt

## Grundstødning ved Læsø i juli 2014
Cemfjord stødte 29. juli 2014 på grund ved Læsø og blev trukket fri dagen efter af Svitzer's bjærgningsfartøj Hugin under overværelse af A562 Mette-Miljø. 3 timer efter grundstødningen fik den 49-årige russiske kaptajn målt en promille på 2,48 og han betalte på stedet en bøde på 10.000 kr for spritsejlads.

En måned senere blev han af Stavanger tingrett idømt 35 dages fængsel og forbud mod at sejle i norsk farvand i 2 år.